# Tour du travail
La Tour du travail est un projet architectural conçu par Auguste Rodin pour l'exposition universelle de 1900. Faute de financement, il n'a jamais été réalisé.

## Structure

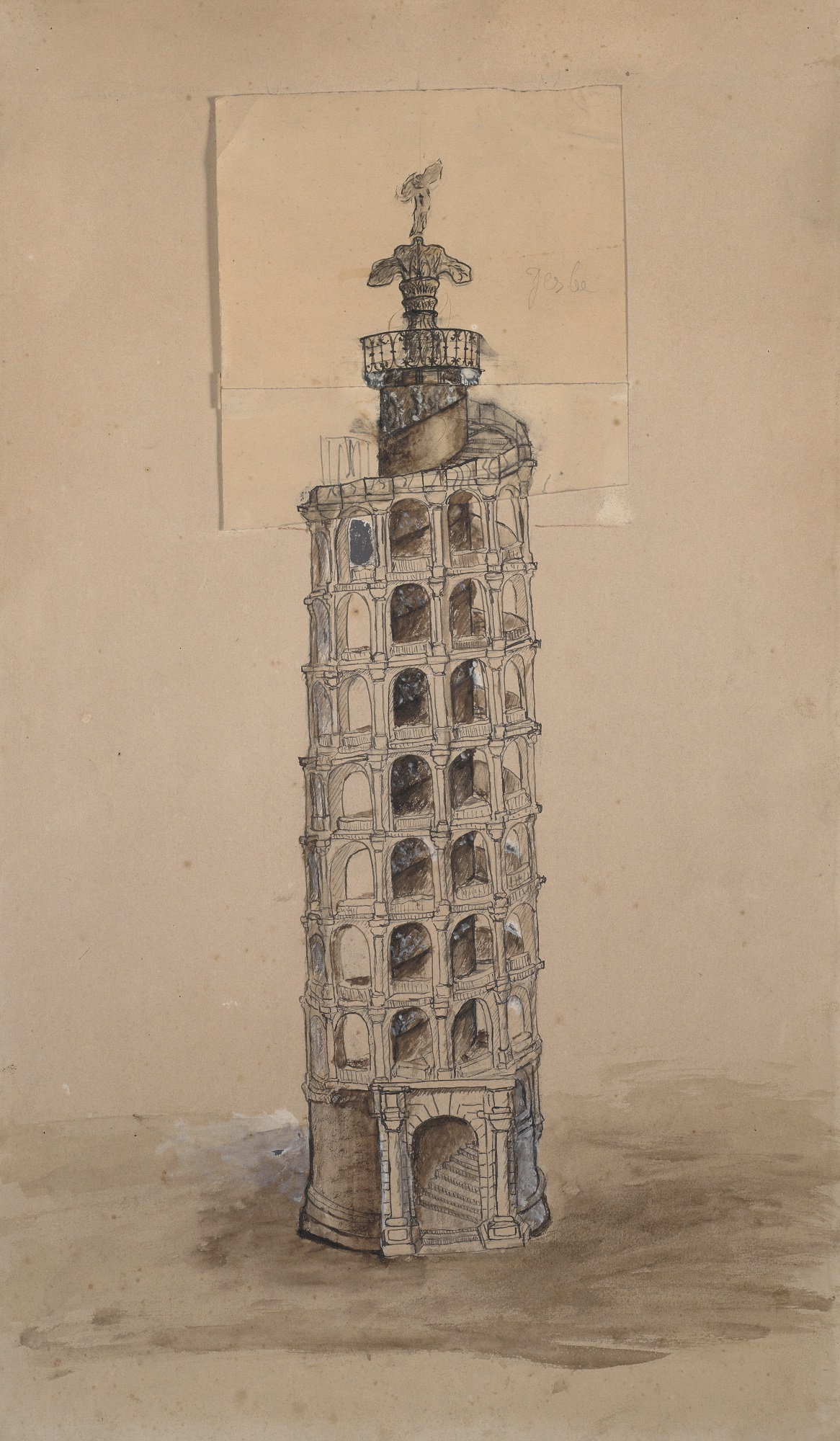
Auguste Rodin et Paul-Henri Nénot, Étude pour la Tour du Travail, après 1898 et vers 1906-1907.

La tour du travail devait mesurer 130 m de haut ; la Porte de l'enfer en aurait été la porte.
La tour constitue en un tronc orné de bas-reliefs entouré d'un chemin en spirale. Elle repose sur une crypte montrant « la vie des mineurs, des scaphandriers, les sombres et pénibles labeurs de la terre et de la mer. Puis l’ascension commence… A mesure que l’on monte le travail s’affine, les métiers sont moins grossiers, l’esprit y prend plus de part. […] Au sommet c’est la pensée pure qui réside, le métier le plus noble représenté par l’artiste, le poète, le philosophe. Puis, couronnant le monument en plein ciel, posés sur l’extrémité de la colonne qui, maintenant dégagée de la tour, s’élance vers l’azur, deux génies versant sur le travail l’Amour et la Joie, car c’est d’amour et de joie, malgré toutes les douleurs et toutes les haines, qu’est fait le Travail ».
Elle est inspirée à la fois de la colonne Trajane et de la colonne Vendôme, de la tour de Pise et de l’escalier du château de Blois.

## Maquettes
Rodin présente une maquette lors de l'exposition Rodin de 1900. Une maquette en plâtre de 191 cm de haut est conservée au musée Rodin de Paris, une autre, de 151 cm au musée Rodin de Meudon.

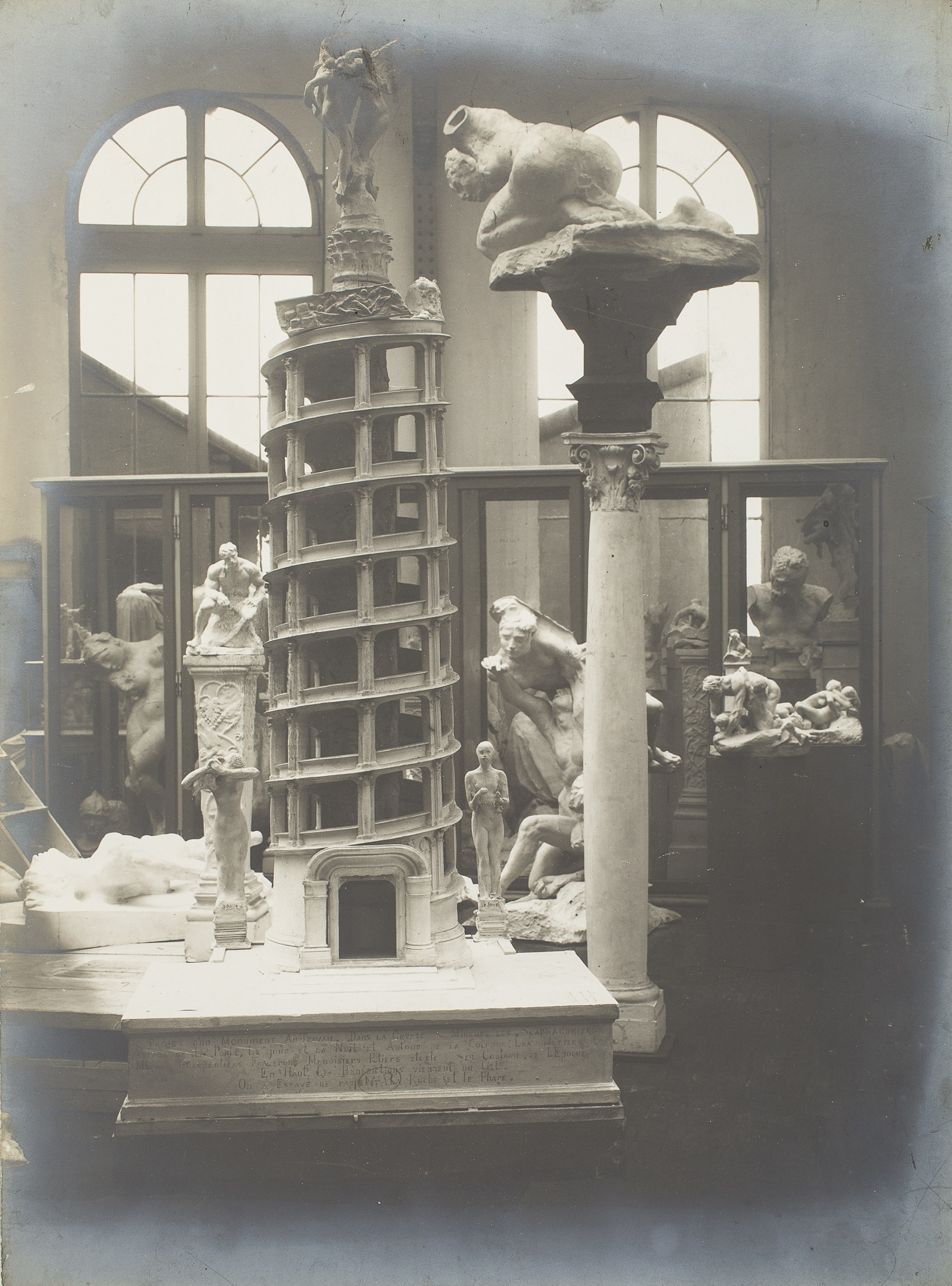
Jacques-Ernest Bulloz, La Tour du Travail dans le pavillon de l’Alma à Meudon, après 1903.